# Hadronyche venenata
Hadronyche venenata là một loài nhện trong họ Hexathelidae. Loài này phân bố ở Tasmanië.